# Katolička Crkva na Barbadosu

Katolička Crkva na Barbadosu dio je svjetske Katoličke Crkve pod duhovnim vodstvom pape i rimske kurije.
Ustrojena je u Biskupiju Bridgetown, koja obuhvaća sedam župa i cijelu površinu države.
Katolici čine 3,8% stanovništva.
S obzirom da je Engleska crkva bila državna religija u početcima katoličanstva na otoku početkom XIX. st., irski doseljenici okupljali su se u pećinama i kapelicama podignutima na nepristupačnim područjima na sjeveru otoka. Protukatoličko ozračje počinje slabiti ukidanjem ropstva 1838. Sljedeće je godine irski pješački puk Britanske vojske u vojarni »Connaught Rangers« zatražio i dobio katoličkoga kapelana. Katedrala sv. Patrika u Bridgetownu, podignuta 1848., prvo je katoličko crkveno zdanje na otoku.
Na istoku se otoka nalaze župa Presvetoga Srca Isusova (crkva posvećena 2010.), župa Gospe od Krunice u Verdunu (crkva posvećena 1954.), na zapadu župa i crkva Gospe Kraljice Svemira u Black Rocku te župna crkva sv. Franje Asiškoga u Mount Steadfastu (osnovane u pedesetima), na sjeveru župa i crkva Gospe Žalosne u Ashton Hallu (crkvu posvećena 1966. zajedno s bolnicom sv. Josipa, oba zdanja podigle su dominikanke, a župom upravljaju palotinci), župa sv. Dominika na jugu (crkva posvećena 1973.) Sve su župe osnovane prije izgradnje župnih crkava.